# 대니 다이어
대니 다이어(영어: Danny Dyer, 1977년 7월 24일 ~ )는 잉글랜드의 배우이다. 드라마 《이스트엔더스》에서 믹 카터 역으로 출연한다.

## 출연 작품
- 어쌔신 (2015)
- 인 어 하트비트 (2014)
- 벤데타: 피의복수 (2013)
- 프리러너 (2011)
- 에이지 오브 히어로즈 (2011)
- 베이스먼트 (2010)
- 데블스 플레이그라운드 (2010)
- 라스트 세븐: 지옥의 묵시록 (2010)
- 시티 래츠 (2009)
- 데드 맨 러닝 (2009)
- 잭 세이드 (2009)
- 독하우스 (2009)
- 맬리스 인 원더랜드 (2009)
- 스킨스 시즌1 (2007)
- 아웃로 (2007)
- 스트레이트헤드 (2007)
- 올 투게더 (2007)
- 올 인 더 게임 (2006)
- 세브란스 (2006)
- 로버트 카마이클의 엑스터시 (2005)
- 비즈니스 (2005)
- 풋볼 팩토리 (2004)
- 말벌 (2003)
- 굿바이 찰리 브라이트 (2001)
- 하이 힐 크라임 (2001)
- 그들만의 월드컵 (2001)
- 그린핑거스 (2000)
- 참호 (1999)
- 휴먼 트래픽 (1999)
- 러브드 업 (1995)
- 더 빌 (1984)